# Löytöjärvi (sjö i Kajanaland, lat 64,68, long 28,02)
Löytöjärvi är en sjö i Finland. Den ligger i kommunen Puolango i landskapet Kajanaland, i den centrala delen av landet, 500 km norr om huvudstaden Helsingfors. Löytöjärvi ligger 262,8 meter över havet. Den är 10,5 meter djup. Arean är 1,02 kvadratkilometer och strandlinjen är 5,21 kilometer lång. Sjön  ingår i Uleälvens huvudavrinningsområde. 